# Уильямс, Мэри Лу
Мэ́ри Лу Уи́льямс (англ. Mary Lou Williams; 8 мая 1910 — 28 мая 1981) — американская джазовая пианистка, композитор и аранжировщица. За свою карьеру написала и аранжировала сотни композиций и записала более сотни пластинок (на 78, 45 оборотов и долгоиграющих).
Мэри Лу была талантливым ребенком, пианисткой-вундеркиндом. Начала выступать она ещё в детстве, в 1920-х годах, и её долгая и продуктивная музыкальная карьера растянулась на многие десятилетия. При этом Мэри Лу Уильямс адаптировалась к меняющимся музыкальным стилям, на протяжении своей карьеры поработав в жанрах свинга, блюза и би-бопа, а после религиозного обращения добавила в свой репертуар и духовную музыку. На протяжении десятилетий её часто называли величайшей женщиной-музыкантом.

## Дискография
- См. «Mary Lou Williams § Discography» в английском разделе.